# Carmen de Carupa
Carmen de Carupa là một khu tự quản thuộc tỉnh Cundinamarca, Colombia. Thủ phủ của khu tự quản Carmen de Carupa đóng tại Carmen de Carupa Khu tự quản Carmen de Carupa có diện tích ki lô mét vuông. Đến thời điểm ngày 28 tháng 5 năm 2005, khu tự quản Carmen de Carupa có dân số 8072 người.